# Filisoma fidum
Filisoma fidum är en hakmaskart som beskrevs av Van Cleve och Harold Winfred Manter 1948. Filisoma fidum ingår i släktet Filisoma och familjen Cavisomidae. Inga underarter finns listade i Catalogue of Life.